# Left and Leaving
Left and Leaving è il secondo disco dei Weakerthans, pubblicato nel 2000 dalla G7 Welcoming Committee Records.
In un sondaggio del 2005 della rivista Chart per i migliori 50 album canadesi di tutti i tempi, Left and Leaving si è classificato sesto, preceduto soltango da Sloan, Joni Mitchell, Broken Social Scene e da due album di Neil Young.
"Aside" appare nella colonna sonora di 2 single a nozze - Wedding Crashers.
Una versione alternativa più punk di "My Favourite Chords", re-intitolata "My Favourite Power Chords", appare sulla raccolta promozionale del 2005 della G7 Welcoming Committee Take Penacilin Now.

## Tracce
1. Everything Must Go – 4:35
2. Aside – 3:21
3. Watermark – 2:38
4. Pamphleteer – 5:16
5. This Is A Fire Door, Never Leave Open – 5:07
6. Without Mythologies – 3:12
7. Left and Leaving – 4:45
8. Elegy for Elsabet – 6:20
9. History to the Defeated – 3:55
10. Exiles Among You – 5:11
11. My Favorite Chords – 4:27
12. Slips and Tangles – 3:00